# Nostradamus (musikalbum)
Nostradamus är ett konceptalbum av Judas Priest. Temat på albumet handlar om profeten Nostradamus syner och spådomar. Albumet utgavs den 13 juni 2008. Alla låtar är komponerade av Rob Halford, Glenn Tipton och K.K. Downing.

## Låtlista

### Skiva 1
1. "Dawn of Creation" – 2:31
2. "Prophecy" – 5:26
3. "Awakening" – 0:52
4. "Revelations" – 7:05
5. "The Four Horsemen" – 1:35
6. "War" – 5:04
7. "Sands of Time" – 2:36
8. "Pestilence and Plague" – 5:08
9. "Death" – 7:33
10. "Peace" – 2:21
11. "Conquest" – 4:42
12. "Lost Love" – 4:28
13. "Persecution" – 6:34

### Skiva 2
1. "Solitude" – 1:22
2. "Exiled" – 6:32
3. "Alone" – 7:50
4. "Shadows in the Flame" – 1:10
5. "Visions" – 5:28
6. "Hope" – 2:09
7. "New Beginnings" – 4:56
8. "Calm Before the Storm" – 2:05
9. "Nostradamus" – 6:46
10. "Future of Mankind" – 8:29

## Musiker
- Rob Halford – sång
- K.K. Downing – elgitarr, gitarrsynthesizer
- Glenn Tipton – elgitarr, gitarrsynthesizer
- Ian Hill – elbas
- Scott Travis – trummor
- Don Airey – keyboards